# Hécuba, un sueño de pasión
Hécuba, un sueño de pasión és una pel·lícula documental espanyola del 2006 dirigida per Arantxa Aguirre Carballeira i José Luis López Linares, basat en el llibre d'Aguirre 34 actores hablan de su oficio. Fou presentada al Festival Internacional de Cinema de Sant Sebastià 2007.

## Sinopsi
El que hom pot identificar amb la professió d'actor té poc a veure amb el que és realment aquesta professió. Contrastant les veus dels actors veterans amb les imatges dels joves estudiants de teatre com a fil conductor, trenta-sis actors espanyols despullen la seva professió davant la càmera, reflexionen sobre el seu treball i contraposen les seves experiències sense eludir aspectes espinosos, com la vanitat en el fur intern de cadascun, els alts i baixos de la seva carrera, relació amb la crítica, les diferències entre els papers masculins i els femenins, i la decadència al llarg de tota una carrera.

## Repartiment
Javier Bardem, Antonio Banderas, Pilar Bardem, Victoria Abril, Carmen Maura, Fernando Fernán Gómez, José Luis López Vázquez, José Coronado, Emma Suárez, Alberto San Juan, Ariadna Gil, Ana Belén, Pilar López de Ayala, Aurora Bautista, Eduard Fernández, Ramon Fontserè, Marta Fernández Muro, Carlos Hipólito, Emilio Gutiérrez Caba.

## Nominacions
Fou nominada al Goya a la millor pel·lícula documental.